# Ланской, Марк Зосимович
Марк Зоси́мович Ланско́й (настоящая фамилия — Либенсо́н, 1909—1990) — русский советский писатель, автор детских, сатирических, фантастических произведений, киносценариев.

## Биография
Родился 19 февраля (4 марта) 1909 в Николаеве в еврейской семье. С 1922 года жил в Петрограде. Окончил там школу, учился на литературном отделении Высших курсов искусствоведения при Институте истории искусств (не окончил). С 1929 года работал счетоводом в Снабосоавиахиме, затем ответственным исполнителем по учёту соцсоревнования на верфи. Осенью 1931 года призван в армию, служил в танковом полку в Стрельне.
Во время службы начал печататься в центральной газете «Красная звезда». После демобилизации стал литсотрудником газеты Ленинградского военного округа «Красная звезда». В 1935 году перешёл в «Вечернюю Красную газету» (в 1939 году её объединили с «Ленинградской правдой»).
Участвовал в советско-финской войне (1939—1940) в должности инструктора-литератора ПУАРМ-7. Участник Великой Отечественной войны с июня 1941 года, военный корреспондент «Ленинградской правды». Член СП СССР. Член ВКП(б) с 1943 года.
После войны работал на киностудии «Ленфильм».
Жил в Ленинграде. Умер 7 мая 1990 года. Похоронен на Комаровском кладбище.

## Творчество
Работал как сценарист документального и научно-популярного кино, писал тексты для кинохроники.
Был известен как фельетонист (сборник «Фельетоны», 1960; «Гроссмейстер аферизма», 1961; «Добавка: Рассказы и фельетоны», 1964). Автор десяти книг прозы, в том числе романа «С двух берегов» (1972), повестей «Незримый фронт» (1956, с Б. Рестом), «Приключения без путешествий» (1958), «Когда в сердце тревога» (1963), «Глухое дело» (1966), «Трудный поиск» (1967).
Тема многих произведений — воспитание трудных подростков.
В 1961 году обратился к научной фантастике, написав рассказ «В обжитом космосе» (1961).
Позже в своём единственном научно-фантастическом романе «Битые козыри» (1977), почти не замеченном критикой, сделал неоднозначную по результатам попытку соединить научную фантастику, социальный памфлет, пародию, элементы «космической оперы». Действие романа происходит на планете, на которую бежали капиталисты после установления с Земли коммунизма; герой-учёный превращает себя в сверхчеловека и срывает планы уничтожения «избыточного» населения в ядерной войне.

## Награды
- два ордена Отечественной войны II степени (8.12.1944[3][4]; 6.4.1985)
- медаль «За боевые заслуги» (1940) — за участие в советско-финской войне (19391940)

## Публикации
- Ланской М. З., Самойлов Ф. Н. Как был разгромлен фашистский штаб. — Л., 1941.
- Ланской М. З. Посылка: [Рассказ]. — Хабаровск: Дальгиз, 1943. — 8 с. — 10 000 экз.
- Ланской М. З., Рест Б. Незримый фронт: Приключенческая повесть. — М.: Воениздат, 1956. — 116 с.
- Ланской М. З., Рест Б. Незримый фронт: Приключенческая повесть. — Л.: Лениздат, 1956. — 287 с. Илл. Г. Праксейн. (Содержание: Опанасовы бриллианты. — В белую ночь. — Тёмное дело. — Двенадцать открыток. — Клиент)
- Ланской М. З. Приключения без путешествий: [Повесть]. — Л.: Лениздат, 1958. — 211 с. — 90 000 экз.
- Ланской М. З., Рест Б. Незримый фронт. — Ташкент: Гослитиздат УзССР, 1959. — 289 с. — 135 000 экз. (Содержание: Незримый форнт: Повесть. — Опанасовы бриллианты. — В белую ночь. — Тёмное дело. — Двенадцать открыток. — Клиент: Рассказы)
- Ланской М. З. Доблесть поколений: [Ленинградский комбинат тонких и технических сукон им. Э. Тельмана]. — Л.: Лениздат, 1959. — 132 с. — 5000 экз.
- Ланской М. З. Фельетоны. — Л.: Лениздат, 1960. — 235 с. — 15 000 экз.
- Ланской М. З. Гроссмейстер аферизма: Фельетоны. — М.: Правда, 1961. — 64 с. — 150 000 экз.
- Ланской М. З. В обжитом космосе: Научно-фантасмагорический рассказ // Звезда. — 1961. — № 1. — С. 217—219.
- Ланской М. З. Добавка: Рассказы и фельетоны. — М.—Л.: Советский писатель, 1964. — 237 с. — 30 000 экз.
- Ланской М. З. Когда в сердце тревога: Две повести. — Л.: Лениздат, 1964. — 375 с. — 115 000 экз.
- Ланской М. З. Когда в сердце тревога: Две повести. — Л.: Лениздат, 1965. — 375 с. — 100 000 экз.
- Ланской М. З. Две повести. Трудный поиск. — Глухое дело. — Л.: Советский писатель, 1969. — 320 с. — 30 000 экз.
- Ланской М. З. Скрытая камера: [Юмористические рассказы]. — М.: Правда, 1969. — 63 с. — (Библиотека «Крокодила»). — 225 000 экз.
- Ланской М. З. Приключения без путешествий. — Когда в сердце тревога. — Трудный поиск. — Л.: Лениздат, 1970. — 576 с. — 50 000 экз.
- Ланской М. З. С двух берегов: Роман. — Л.: Советский писатель, 1972. — 334 с. — 30 000 экз.
- Ланской М. З. С двух берегов: Роман. — [Глухое дело. — Трудный поиск]. Повести.. — Л.: Советский писатель, 1973. — 622 с. — 100 000 экз.
- Ланской М. З. Битые козыри: Фантастический роман. — Л.: Лениздат, 1977. — 432 с. — 100 000 экз.
- Ланской М. З. С двух берегов: Роман. — Л.: Советский писатель, 1979. — 319 с. — 100 000 экз.
- Ланской М. З. Когда в сердце тревога; Трудный поиск. — Л.: Лениздат, 1983. — 478 с. — (Повести ленинградских писателей). — 100 000 экз.